# Università per la musica e le arti interpretative di Vienna
L'Universität für Musik und darstellende Kunst Wien (in italiano Università per la musica e le arti interpretative di Vienna) è un'università austriaca con sede a Vienna, istituita nel 1819. Essa è stata promossa dalla Gesellschaft der Musikfreunde meglio conosciuta come "Società degli amici della musica". Con una media di 3.000 studenti, rappresenta la maggiore istituzione musicale austriaca e una della maggiori al mondo.

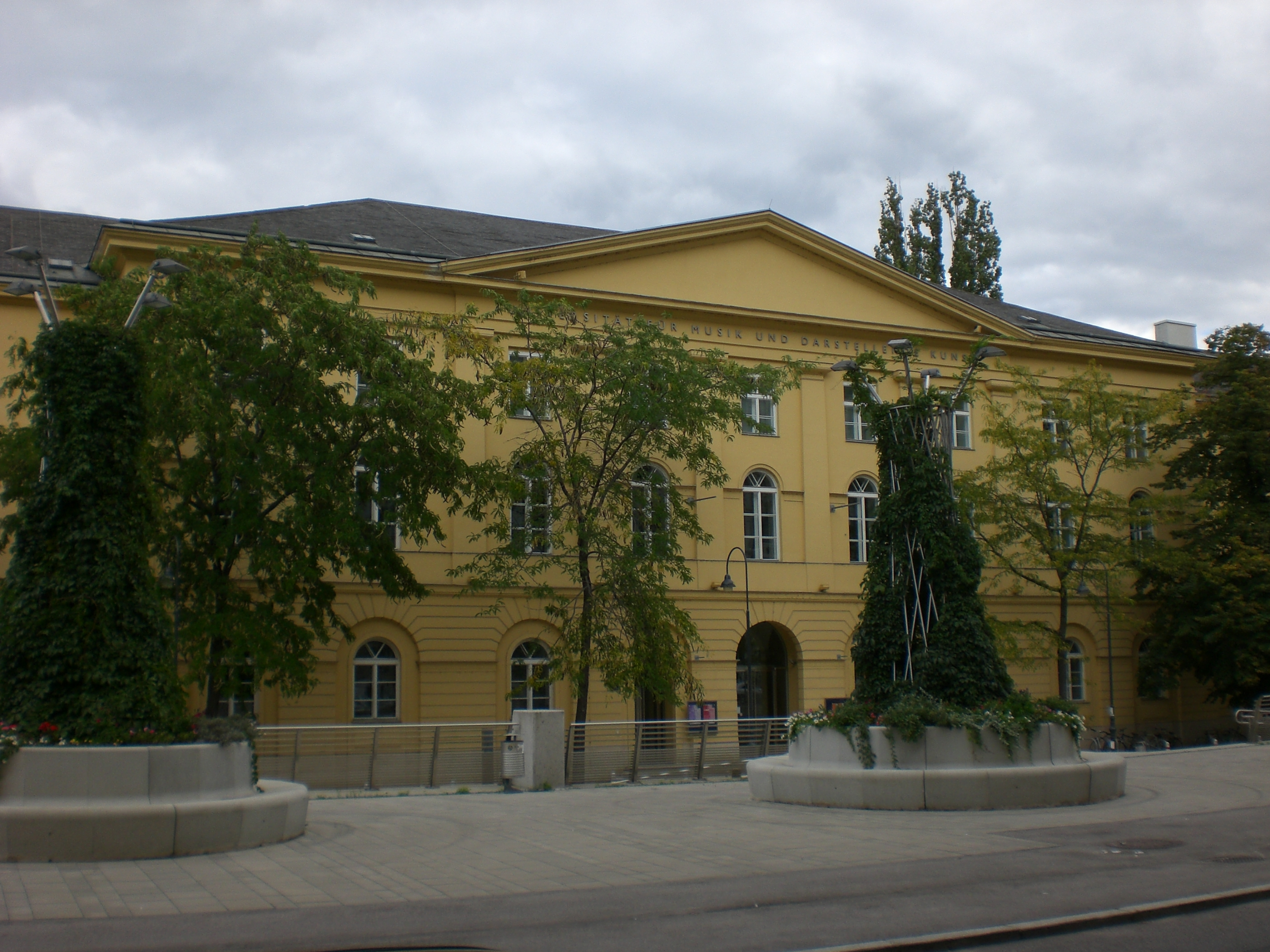
Sede principale

## Storia
Nel 1808 si iniziò a discutere dell'istituzione di un conservatorio musicale a Vienna. Nel 1811 venne pubblicato un "proclama per l'istituzione di un centro per l'educazione musicale" e, un anno dopo, fu istituita la Gesellschaft der Musikfreunde con l'intento, fra le altre cose, di creare appunto un conservatorio. Anche se il Conservatorio di Vienna era stato previsto sul modello del conservatorio di Parigi, per mancanza di fondi venne realizzata nel 1817 soltanto una scuola di canto. Antonio Salieri fu il primo direttore del conservatorio. Nel 1819 venne ingaggiato il violinista Joseph Böhm e nel 1827 furono istituite classi di diversi strumenti musicali.
Le capacità finanziarie del conservatorio erano però molto scarse. Nel 1829 vennero introdotte delle tasse di frequenza ma nel 1837 l'organizzazione andò in bancarotta. Lo Stato si fece carico di finanziare il conservatorio dal 1841 al 1844 e dal 1846 al 1848, quando gli eventi politici costrinsero a una discontinuità nei finanziamenti e i corsi vennero sospesi fino al 1851. Successivamente, con l'intervento dello Stato e della cittadinanza, la situazione finanziaria andò stabilizzandosi. La Gesellschaft der Musikfreunde mantenne il controllo dell'istituzione nonostante l'aumento dei contributi statali. Comunque, il 1º gennaio 1909, su risoluzione imperiale, la scuola venne nazionalizzata e assunse il nome di Accademia imperiale di musica e arti interpretative (k.k. Akademie für Musik und darstellende Kunst); prima di allora la denominazione ufficiale era stata Konservatorium der Gesellschaft der Musikfreunde.
Fino al 1844, quando Gottfried Preyer, professore di armonia e composizione, ne divenne direttore, il conservatorio era stato sempre guidato da un membro della Gesellschaft. Joseph Hellmesberger, Sr. fu direttore dal 1851 al 1893. Quando il conservatorio venne nazionalizzato nel 1909, la sua gestione venne assegnata a un presidente, un direttore artistico e un consiglio d'amministrazione. Dopo la fine della prima guerra mondiale si attuò una nuova organizzazione. Il presidente Karl Ritter von Wiener rassegnò le dimissioni e, al suo posto, fu eletto dal corpo insegnante il direttore d'orchestra Ferdinand Löwe. Nel 1922, la direzione passò a Joseph Marx il quale pretese per la scuola il livello di università.
Dopo l'Anschluss molti insegnanti e studenti vennero estromessi per motivi razziali. Nel 1941, l'Accademia divenne un'università del Reich (Reichshochschule). Dopo la fine della seconda guerra mondiale, l'istituzione tornò a essere un'Accademia di Stato e, con il processo di denazificazione, furono allontanati 59 insegnanti particolarmente collusi con il regime; dal novembre 1945 sedici di questi vennero reintegrati. Da notare che soltanto cinque degli insegnanti estromessi nel 1938 tornarono a insegnare nel conservatorio.
A seguito di alcune leggi entrate in vigore nel 1948 e nel 1949, l'istituzione venne assimilata a un'"Accademia delle arti". La legge sull'organizzazione delle università, introdotta nel 1970, parificò le accademie alle università e nel 1998 il titolo di "Accademia delle Arti" (Hochschule für Musik und darstellende Kunst) venne trasformato in "Università delle Arti" (Universität für Musik und darstellende Kunst).